# 新平郡
新平郡（しんへい-ぐん）は、中国にかつて存在した郡。後漢末から唐代にかけて、現在の陝西省咸陽市一帯に設置された。

## 概要
194年（興平元年）、安定郡の鶉觚県と右扶風の漆県を分離して、新平郡が立てられた。新平郡は雍州に属した。
晋のとき、新平郡は漆・汾邑の2県を管轄した。
北魏のとき、新平郡は涇州に属し、白土・爰得・三水・高平の4県を管轄した。
西魏のとき、新平郡は豳州に属した。
583年（開皇3年）、隋が郡制を廃すると、新平郡は廃止され、その管轄県は豳州に直属するようになった。606年（大業2年）、豳州は廃止され、その管轄県は寧州に移管された。607年（大業3年）に州が廃止されて郡が置かれると、寧州は北地郡と改称された。618年（義寧2年）、北地郡の新平県と三水県を分割して、新平郡が置かれた。
同年（武徳元年）、唐により新平郡は豳州と改められた。725年（開元13年）、豳州は邠州と改称された。742年（天宝元年）、邠州は新平郡と改称された。758年（乾元元年）、新平郡は邠州と改称され、新平郡の呼称は姿を消した。

## 僑置新平郡
南北朝時代、新平郡の本土が敵対する王朝の統治下にあったとき、僑郡の新平郡が置かれた。
471年（南朝宋の泰始7年）、南兗州に新平郡が置かれ、江陽・海安の2県を管轄した。
南朝斉のとき、新平郡は北兗州に属した。
東魏のとき、新平郡は西郢州に属し、岳安・安城の2県を管轄した。